# José Antonio Salas
José Antonio Salas (1842-27 de junio de 1936) fue un fotógrafo y pintor venezolano. Nace en Caracas en el año 1842 y muere en la misma ciudad el 27 de junio de 1936.

## Biografía
Hijo de José Salas y Antonia Alonzo. Contrajo matrimonio en 1870 con Dolores Díaz. Uno de los hijos de este matrimonio fue José Antonio Salas, conocido como Tito Salas,quien se convertiría en un célebre pintor en el siglo XX.
José Antonio Salas (padre) inició sus estudios en el Colegio Roscio. Desde joven demostró aptitudes para el dibujo y la pintura. Pero abandonaría estos géneros artísticos prontamente para practicar la fotografía. El ejercicio de este oficio lo llevó a asociarse con Martín Tovar y Tovar en su taller Fotografía Artística, ubicado en los alrededores de la Plaza Bolívar. Tovar y Salas se especializaron en el retrato y ya para 1865 realizaron una gran cantidad de estos con papel albuminado, técnica que se estilaba desde el año 1864. Según Ramón de la Plaza, las fotografías de estos dos artistas tenían muy buena aceptación entre el público, se recomendaban tanto por la nitidez de los rasgos de los fotografiados y la naturalidad de las poses. Salas fue uno de los primeros venezolanos que experimentó y exploró la reproducción fotográfica a partir del negativo.
Como pintor realizó diversos retratos en la década de 1870, como los de Antonio Guzmán Blanco y José María Vargas. Estos fueron presentados en diferentes exposiciones: en el Café Ávila de Caracas en 1872 y en la Exposición Mundial de Viena en 1873.
Tras la partida de Tovar a París en 1874, la firma Fotografía Artística pasó a ser exclusivamente de Salas, quien se asociaría con el pintor y litógrafo Gerónimo Martínez. En 1883 obtiene una medalla de plata, por una fotografía que capturaba el ferrocarril entre Caracas y Vargas, en la Exposición Nacional de Venezuela.
José Antonio Salas fue conocido como el fotógrafo oficial del presidente Antonio Guzmán Blanco. Sus fotografías ilustraron publicaciones como la segunda edición del Memorándum del General Guzmán Blanco de 1870 a 1872. También retrató a distintas personalidades caraqueñas como Juan Crisóstomo Falcón, José Gregorio Monagas, José Tadeo Monagas, Ezequiel Zamora y John Boulton.